# ペタニマル。
ペタニマル。は、カミオジャパンが開発したキャラクターである。

## 概要
ファンシー文具メーカー、カミオジャパンのキャラクターで文具ぬいぐるみ雑貨等多数販売されている。
2010年5月25日に、フクヤとのコラボレーションでゲームセンターの商品が登場した。アスキーキャラぱふぇコミックに掲載されている。

## キャラクター
シマウマさん
臆病で迷子になってばかりいる。
UFO
アリさんがひそかに乗っている。
アリさん
UFOにのってやってきた。
ガゼルさん
ヒョウさんによくかじられる。
ヒョウさん
獲物を追いかけるも途中で疲れて眠くなる。
リスさん
ちょっと生意気な性格。
タカさん
飛べると信じているが、飛べない。
ライオンさん
獲物が入ってくるのを口を開けてまっている。
ぞうさん
みんなの遊具がわり。
うさぎさん
小さなチャレンジャー。
キリンさん
ペタニマルの主人公的存在。ぐうたらでのんびり、アリさんに運ばれて散歩する。